# Kanton Bais
Bais is een voormalig kanton van het Franse departement Mayenne. Het kanton maakte deel uit van het arrondissement Mayenne. Het werd opgeheven bij decreet van 21 februari 2014 met uitwerking op 22 maart 2015.

## Gemeenten
Het kanton Bais omvatte de volgende gemeenten:
- Bais (hoofdplaats)
- Champgenéteux
- Hambers
- Izé
- Jublains
- Saint-Martin-de-Connée
- Saint-Pierre-sur-Orthe
- Saint-Thomas-de-Courceriers
- Trans